# Río South Nahanni
El río South Nahanni (del inglés: 'South Nahanni River') es un río de Canadá, un importante afluente del río Liard, localizado aproximadamente a unos 500 kilómetros al oeste de Yellowknife, en los Territorios del Noroeste. Fluye de las montañas Mackenzie, en el oeste, a través de las montañas Selwyn, creciendo a medida que se dirige hacia el este, saltando sobre las majestuosas cataratas Virginia y desembocando finalmente en el río Liard. El Nahanni tiene una historia geológica única ya que se formó cuando la zona era una llanura plana y ancha, dando lugar a un curso sinuoso típico de los ríos de llanura. Cuando se elevaron las montañas, el río talló cuatro profundos cañones en la roca, manteniendo su excéntrico curso.
Los nativos dene y sus antepasados han vivido y cazado en la región del Nahanni durante miles de años. A principios del siglo XIX, los primeros europeos llegaron a la zona en busca de pieles y oro; sin embargo, hasta la década de 1950, con la edición de Dangerous River de R.M. Patterson, no resurgieron las leyendas sobre la región y, finalmente, el río adquirió relevancia. Desde entonces, el Nahanni se ha convertido en uno de los principales ríos vírgenes de Canadá, frecuentado como río de aguas bravas y destino de aventureros de todo el mundo.
El río es la pieza central del Parque Reserva Nacional Nahanni, establecido en 1976. El tramo del río que discurre por el parque, de aproximadamente 300 km, fue declarado en enero de 1987 integrante del Sistema de ríos del patrimonio canadiense. El río es accesible solamente por aeroplano o embarcación.

## Curso

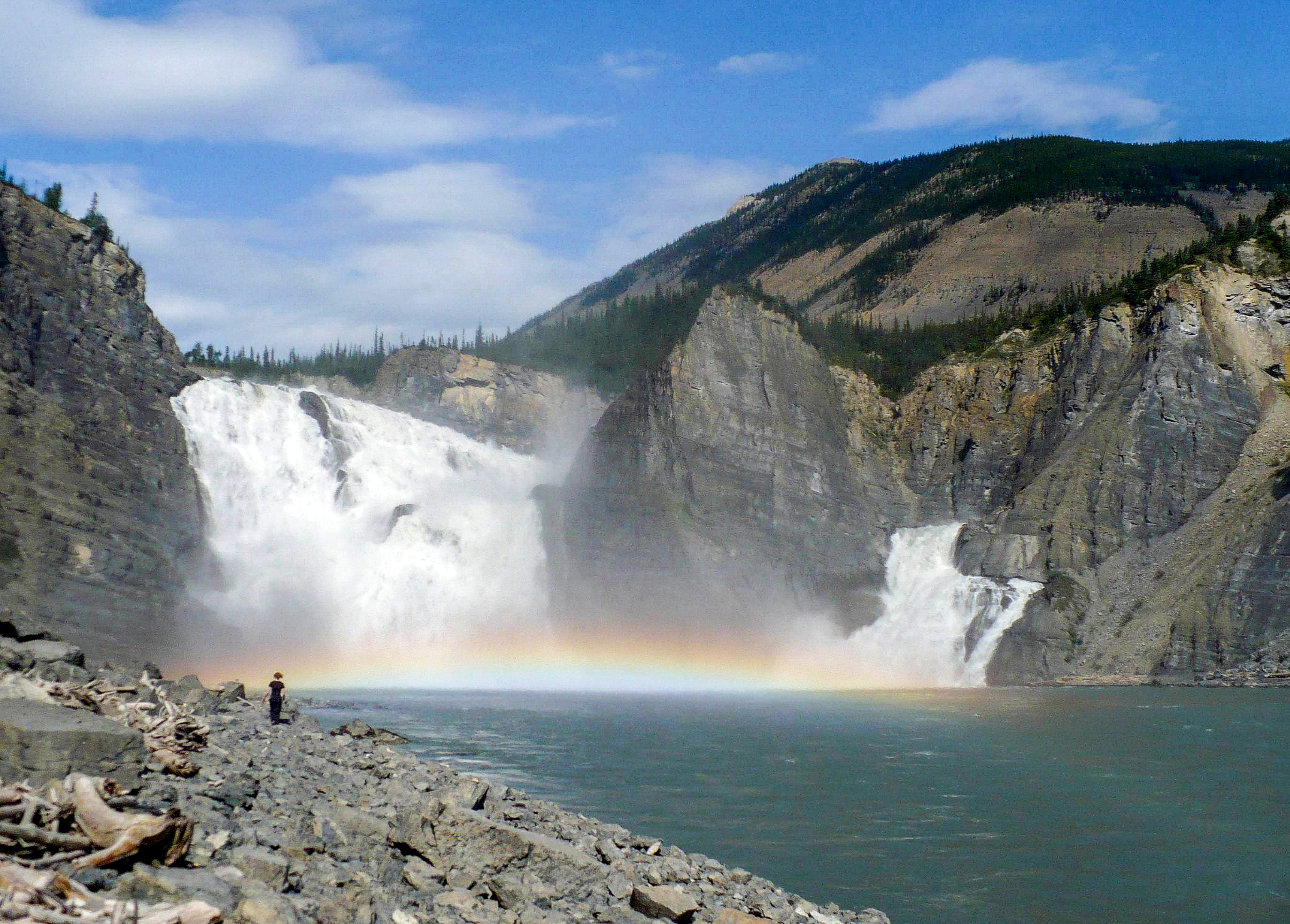
Las cataratas Virginia

Las fuentes del río South Nahanni se originan en las laderas occidentales del monte Christie de las montañas Mackenzie, a una altura de 1600 m. Fluye hacia el sur por la frontera entre Yukón y los Territorios del Noroeste durante un corto tramo de 10 km, luego gira hacia el sureste adentrándose en los Territorios del Noroeste en Moose Ponds. Fluye a través de las montañas Selwyn, donde recibe las aguas del río Little Nahanni, al sur de la cordillera Sapper. Al este de la cordillera Bologna, el río se vuelve hacia el oeste, y de nuevo al sureste. Recibe las aguas del río Broken Skull al este de la cordillera Vampire Peaks (Vampire Peaks Range), y a continuación, las aguas del río Rabittkettle y del Hole in the Wall Creek [Agujero en el arroyo en el Muro] al entrar en el Parque Reserva Nacional Nahanni. El río atraviesa la reserva del parque en toda su longitud, y la confluencia con el río Flat se encuentra en ese tramo. En el límite oriental del parque nacional, transcurre entre la cordillera Liard y las montañas Twisted, donde recibe al río Jackfish. Luego continúa en un serpenteaba curso y desemboca en el río Liard en Nahanni Butte (una pequeña comunidad de 115 habitantes en 2006), a unos 90 km al norte de Fort Liard (otro pequeño asentamiento que contaba con 583 habitantes en 2006), a una altitud de 180 m. El río ha sido medido recientemente y tiene 563 kilómetros.

## Geografía y geología
La historia de la zona comenzó hace 550 millones de años bajo un mar tropical. Aquí se formó una capa sedimentaria de piedra arenisca y de caliza debido a la poderosa presión ejercida por el mar. Con el tiempo ese mar se secó, formando una amplia llanura sobre la que el río Nahanni por vez primera siguió su curso.
El Nahanni es único entre los ríos de montañas. Se formó mucho antes de que la montaña existiese, estableciendo un serpenteante curso típico de los ríos de llanura. Cuando las montañas se elevaron a su alrededor, el Nahanni mantuvo su curso, tallando empinados cañones en la tierra.

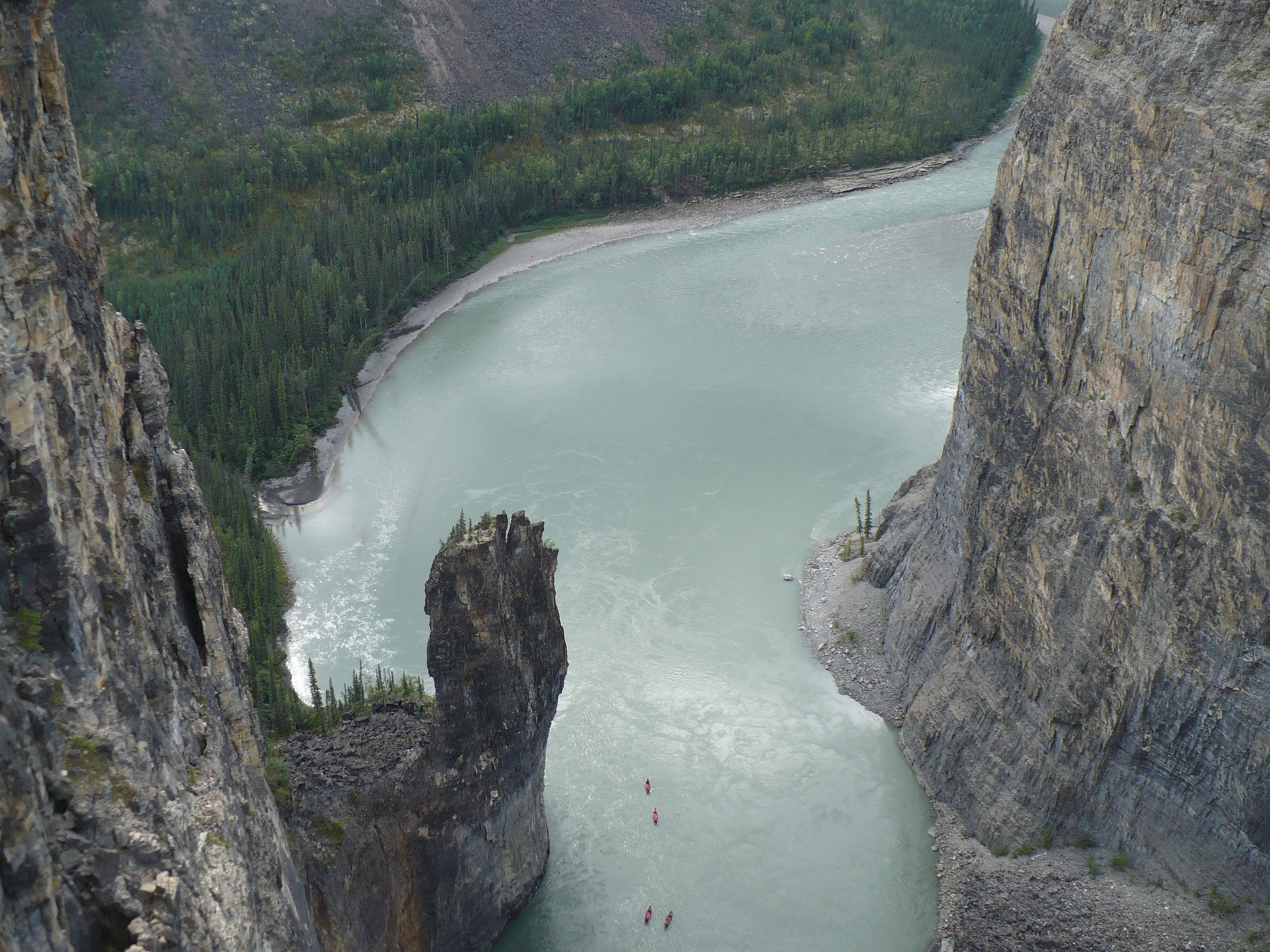
The Gate, la puerta del Segundo Cañón

El río corre a través de varias cordilleras de montañas, todas parte de la cordillera Mackenzie. En su cabecera, discurre a través de las muy abruptas montañas Selwyn, formadas por la colisión de las placas Norteamericana y Pacífica hace unos 200 millones de años aproximadamente. A medida que el río va en dirección este, transita en un terreno más suave de montañas sedimentarias formadas en la misma época por batolitos que empujaron las capas sedimentarias hacia arriba, y que formaron grandes intrusiones de granito. Por último, el Nahanni se vacía en las llanuras del río Liard, no siendo afectado por las poderosas fuerzas cercanas.
Durante la última glaciación Wisconsin dos indlandsis avanzaron a lo largo del Nahanni. El indlandsis Cordilleran avanzó desde el oeste, y el indlandsis Laurentino desde el este. La parte media del río logró escapar de la glaciación enteramente, y así tiene algunos de los paisajes inalterados más antiguos de Canadá.
A pesar de que escapó de los poderosos efectos de los glaciares, la sección media del río no se vio totalmente al margen. El indlandsis Laurentino bloqueó la boca del río, por lo que el valle del río se llenó, dos veces formando el gran lago glacial Nahanni, y una vez formando el pequeño lago glaciar Tetcella. Esto tuvo un efecto profundo en el accidente más famoso del río, las cataratas Virginia.
El curso actual del río Nahanni alrededor de las cataratas Virginia quedó bloqueada inicialmente por una estribación de las cercanas montañas Sunblood. En algún momento durante la etapa Illinoiana (352.000 a 132.000 años atrás), un glaciar rompió la espuela, y el río siguió su curso actual, cortando la tierra y formando el Cuarto Cañón (Fourth Canyon). Durante la última glaciación, el valle quedó sumergido por el lago glacial Nahanni, y los pesados sedimentos de las agua glaciales llenaron el curso una vez más, desplazando las cataratas a su actual ubicación.
Más abajo, el Primer, Segundo y Tercer Cañones también se vieron afectados por el poder directo de la glaciación. Los cañones del río Nahanni son algo único como consecuencia de ello. Por lo general, cuando un río erosiona la tierra forma un valle en forma de V. El efecto de los glaciares en los valles en forma de V es inconfundible, dejando un valle escarpado en forma de U. Debido a que el curso del Nahanni había sido establecido con anterioridad a que surgieran las montañas, formó unas paredes empinadas en los cañones que caen cientos de metros hasta la orilla del río. Relativamente al margen de la glaciación, estos cañones continúan en su antiguo estado.

## Historia
El 29 de junio de 1964, después de que 41 personas hubiesen muerto en el intento de conquistar el río Nahanni, apodado por ello «el devorador de hombres» (“the man eater”), el explorador y paracaidista Jean Poirel volando desde Montreal saltó sobre sus fuentes, localizadas a unos 500 kilómetros al norte de Yellowknife, en un intento de explorar el valle por vez primera. Fue seguido por su compañero y amigo Bertrand Bordet quien fue citado por decir: «¡Realmente estás loco! Pero si vas, iré» ("You really are crazy! But If you go, I'll go!"). Se encontraron en un territorio desconocido, sin poder contar con algún tipo de ayuda o rescate del mundo civilizado. En modo de supervivencia, tuvieron que enfrentarse a los esponjosos pantanos, el frío clima, el hambre, lobos, grizzlys y mosquitos.
Río abajo, llegaron al campamento base establecido por Claude Bernardin y Rochat Roger, que habían llegado desde Yellowknife en hidroavión. Los cuatro hombres continuaron la exploración, luchando contra la fuerza salvaje de los ríos y sus rápidos congelados. Jean Poirel tuvo la idea de bajar el río con botes hinchables, abriendo el camino a un nuevo deporte, el "rafting". Estos botes son de forma redonda y casi imposibles de dirigir, y rompieron numerosas paletas, ya que giraban a través de los rápidos a merced del río. Contra todo pronóstico y tras meses de lucha contra lo desconocido, el «loco francés» ("crazy French men") venció por primera vez el río Nahanni y sus peligrosos rápidos.[cita requerida]
Durante las siguientes cuatro expediciones consecutivas en el valle, Jean Poirel y su equipo descubrieron más de 250 cavernas. La más importante contenía 116 esqueletos de ovejas Dall de 2500 años, dando a este descubrimiento un valor inestimable. Jean Poirel la bautizó como caverna Valerie, por su hija. Tomó notas topográficas y trazaron mapas detallados, allanando el camino para la creación del Parque Nahanni.
En 1972, durante su última expedición, Jean Poirel guio al entonces primer ministro Pierre Trudeau, que fue en persona para evaluar esta región misteriosa y fascinante. Después de su visita Trudeau declaró el Nahanni como parque nacional de Canadá.
En 1978, el parque se convirtió en el primer Parque Patrimonio de la Humanidad de la UNESCO. 
El río South Nahanni fue inscrito en el Sistema de ríos del patrimonio canadiense en enero de 1987, por su patrimonio natural y humano.

## Economía
En la región del río South Nahanni se encuentran los siguientes aeropuertos: Virginia Falls Water Aerodrome, Nahanni Butte Water Aerodrome y Nahanni Butte Airport. 

## Tributarios
Desde la cabecera a la boca, el río South Nahanni recibe las aguas de los siguientes afluentes :
| Afluente            | Localización                                  | Notas              |
| ------------------- | --------------------------------------------- | ------------------ |
| The Moose Ponds     | 62°54′52″N 129°40′14″O / 62.91441, -129.67060 | afluente derecho   |
| Río Little Nahanni  | 62°28′38″N 128°37′39″O / 62.47736, -128.62759 | afluente derecho   |
| Arroyo Bologna      | 62°20′45″N 128°13′00″O / 62.34588, -128.21657 | afluente derecho   |
| Island Lake         | 62°20′26″N 128°09′22″O / 62.34055, -128.15620 | afluente izquierdo |
| Río Broken Skull    | 62°15′50″N 127°38′41″O / 62.26385, -127.64486 | afluente izquierdo |
| Arroyo Brintnell    | 62°03′06″N 127°21′31″O / 62.05163, -127.35865 | afluente derecho   |
| Río Rabbitkettle    | 61°57′09″N 127°09′40″O / 61.95242, -127.16125 | afluente derecho   |
| Arroyo Hell Roaring | 61°52′26″N 126°37′47″O / 61.87397, -126.62962 | afluente izquierdo |
| Arroyo Flood        | 61°51′47″N 126°23′21″O / 61.86318, -126.38923 | afluente izquierdo |
| Arroyo Marengo      | 61°35′33″N 125°38′11″O / 61.59243, -125.63626 | afluente derecho   |
| Arroyo Flat         | 61°32′00″N 125°20′50″O / 61.53333, -125.34729 | afluente derecho   |
| Arroyo Windy        | 61°14′54″N 123°59′34″O / 61.24840, -123.99271 | afluente derecho   |
| Arroyo Fishtrap     | 61°14′18″N 123°41′39″O / 61.23836, -123.69412 | afluente izquierdo |
| Río Jackfish        | 61°08′52″N 123°39′53″O / 61.14784, -123.66486 | afluente derecho   |
| Arroyo Overflow     | 61°08′44″N 123°39′22″O / 61.14558, -123.65602 | afluente izquierdo |
| Arroyo Mattson      | 61°04′35″N 123°35′25″O / 61.07633, -123.59025 | afluente derecho   |
| Arroyo Beaver Water | 61°00′24″N 123°30′38″O / 61.00658, -123.51062 | afluente derecho   |
| Arroyo Bluefish     | 61°02′15″N 123°25′54″O / 61.03754, -123.43159 | afluente izquierdo |

## Otras lecturas
- Wikimedia Commons alberga una categoría multimedia sobre Río South Nahanni.

- «Nahanni National Park Reserve of Canada: Hydrology». Parks Canada. 11 de diciembre de 2003. Archivado desde el original el 16 de febrero de 2005. Consultado el 23 de octubre de 2006.
- McCreadie, Mary, ed. (1995). «South Nahanni River.». Canoeing Canada's Northwest Territories: A Paddler's Guide. Hyde Park, Ontario, Canada: Canadian Recreational Canoeing Association. ISDN  1-895465-09-5.
- Hartling, R. Neil (1998) [1993]. Nahanni: River of Gold, River of Dreams. Merrickville, Ontario, Canada: Canadian Recreational Canoeing Association. ISDN 1-895465-06-0.

- Datos: Q1535066
- Multimedia: South Nahanni River / Q1535066